# Ti raggiungerò
Ti raggiungerò è un singolo del rapper italiano Fred De Palma, pubblicato il 12 marzo 2021 come secondo estratto dal sesto album in studio Unico.
Il brano è stato usato per lo spot pubblicitario della telefonia Wind Tre e riprende nel testo il motto "molto più vicini".

## Video musicale
Il video musicale, diretto da The Astronauts, è stato pubblicato il 15 marzo 2021 sul canale YouTube della Warner Music Italy.

## Tracce
Testi di F. Palana, C. Nahum e Mattia Zibelli.
Download digitale
1. Ti raggiungerò – 2:45

## Classifiche

### Classifiche settimanali
| Classifica (2021) | Posizione massima |
| ----------------- | ----------------- |
| Italia            | 6                 |

### Classifiche di fine anno
| Classifica (2021) | Posizione |
| ----------------- | --------- |
| Italia            | 13        |

## Versione spagnola
Tú y yo è un singolo di Fred De Palma pubblicato il 16 luglio 2021 come unico estratto dalla riedizione del sesto album in studio Unico. Il singolo è una versione tradotta in lingua spagnola di Ti raggiungerò.

### Tracce
Download digitale
1. Tú y yo – 2:45